# روبرت دبليو. بيتس
روبرت دبليو. بيتس (بالإنجليزية: Robert W. Bates)‏ هو فلاح أمريكي، ولد في مايو 1941.